# دانیل فراست کامستاک
 دانیل فراست کامستاک (انگلیسی: Daniel Frost Comstock؛ زاده ۱۸۸۳ درگذشته ۱۹۷۰) یک فیزیک‌دان اهل ایالات متحده آمریکا بود.